# Église Saint-Martin de Faty
L'église Saint-Martin de Faty est une église située à Wiège-Faty, en France.

## Localisation
L'église est située sur la commune de Wiège-Faty, dans le département de l'Aisne.

## Historique
L'église Saint-Martin de Faty a été construite au XIIe siècle, avant d'être fortifiée au XVIIe siècle. Des consolidations ont eu lieu au XXe siècle pour le clocher.

### Galerie

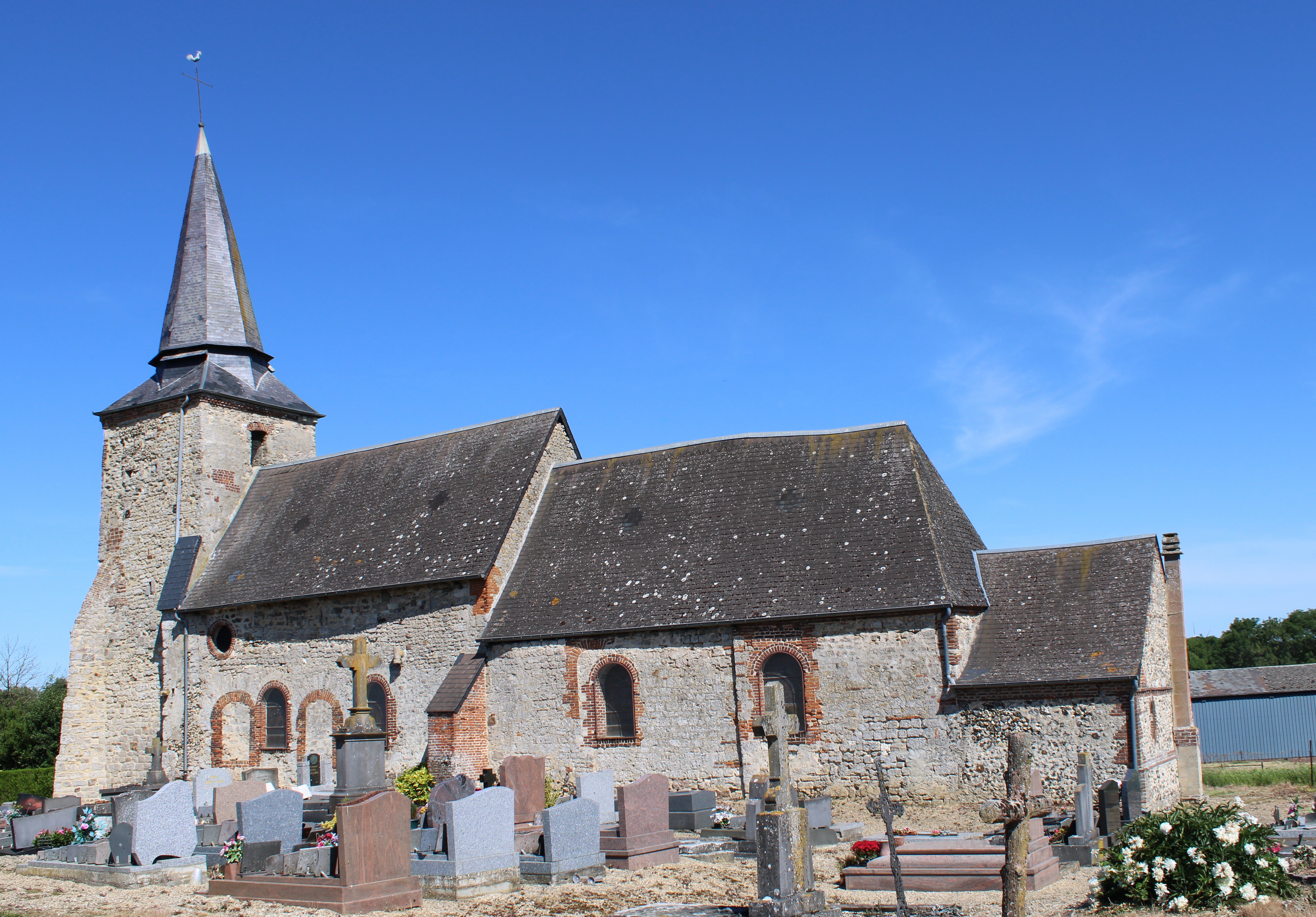
Vue latérale de l'église et son clocher hexagonal.
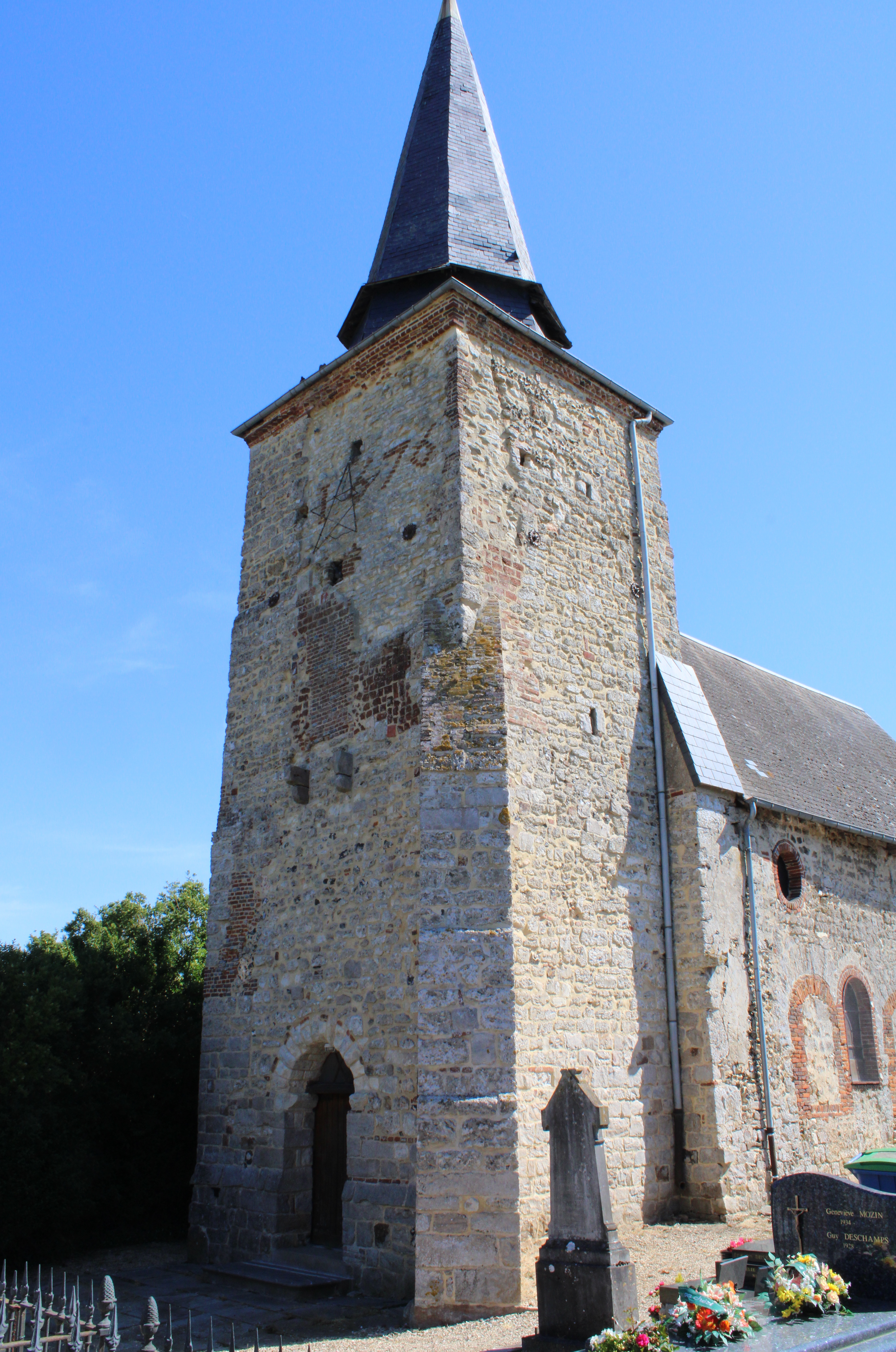
Le donjon carré en pierre calcaire soutenu par un seul contrefort à droite.
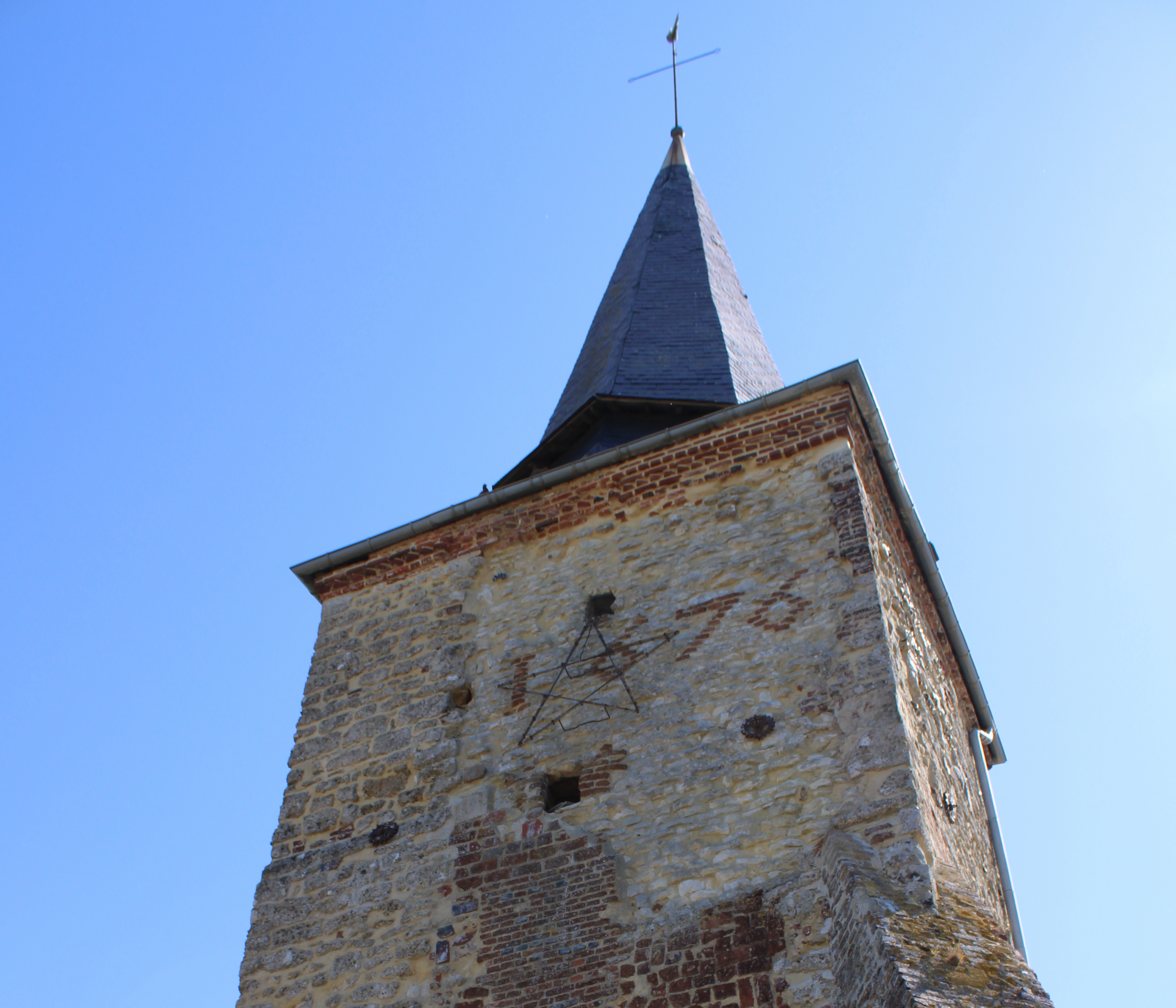
Le haut du donjon qui porte la date de 1676 en briques vernissées et les meurtrières de la salle de refuge.
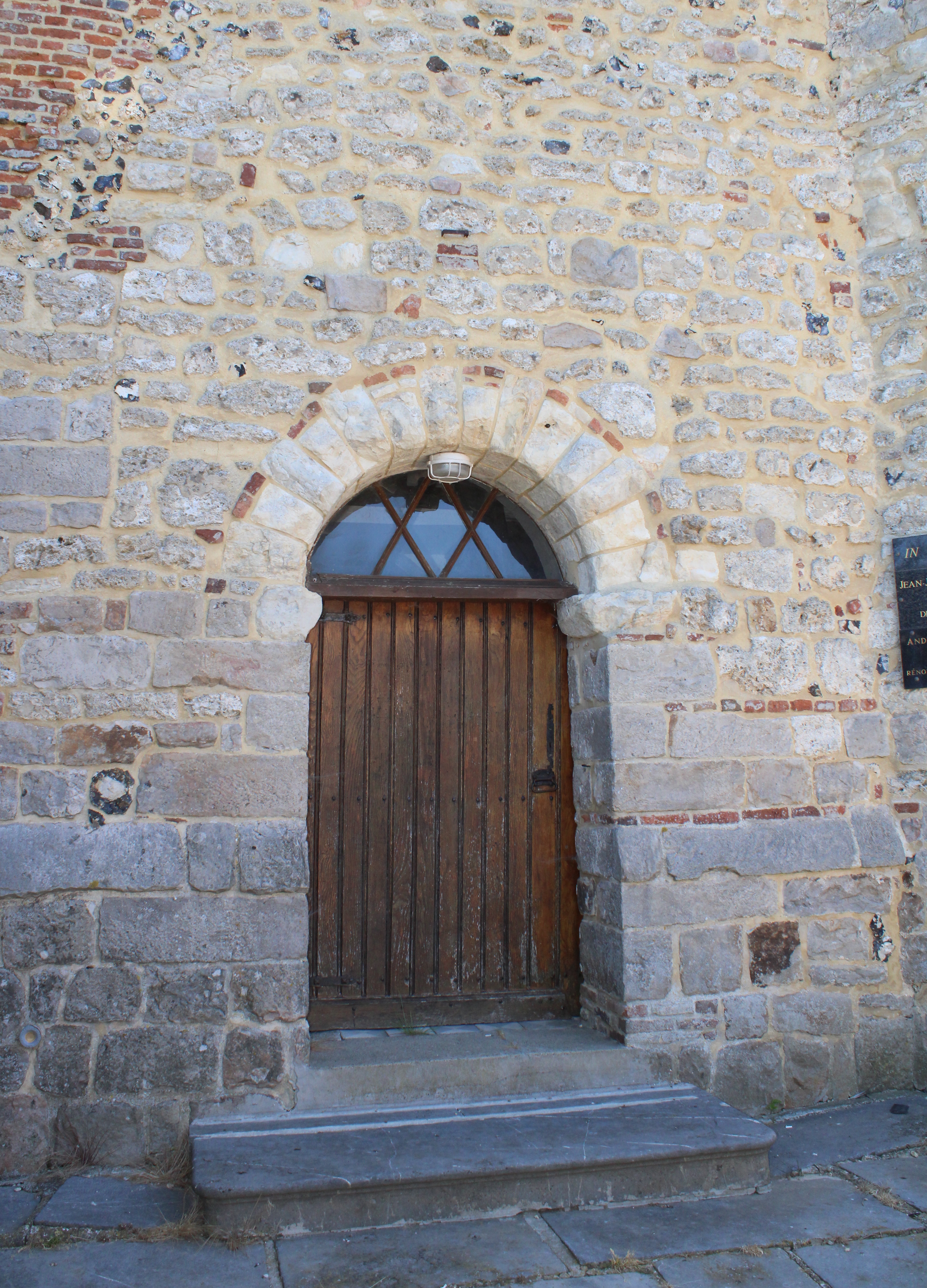
Le portail roman.
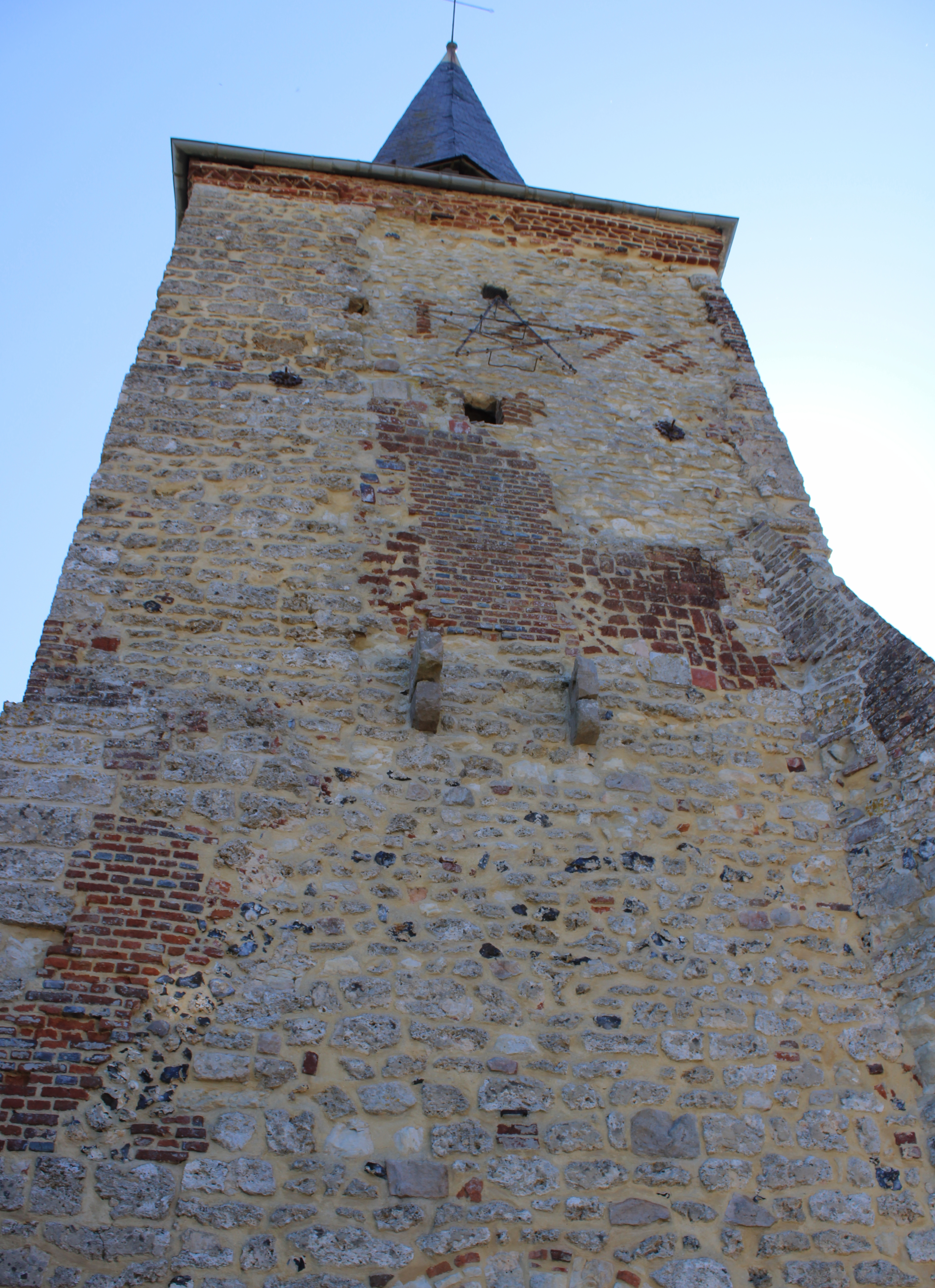
Cette partie du donjon porte la marque du murage d'une ouverture.
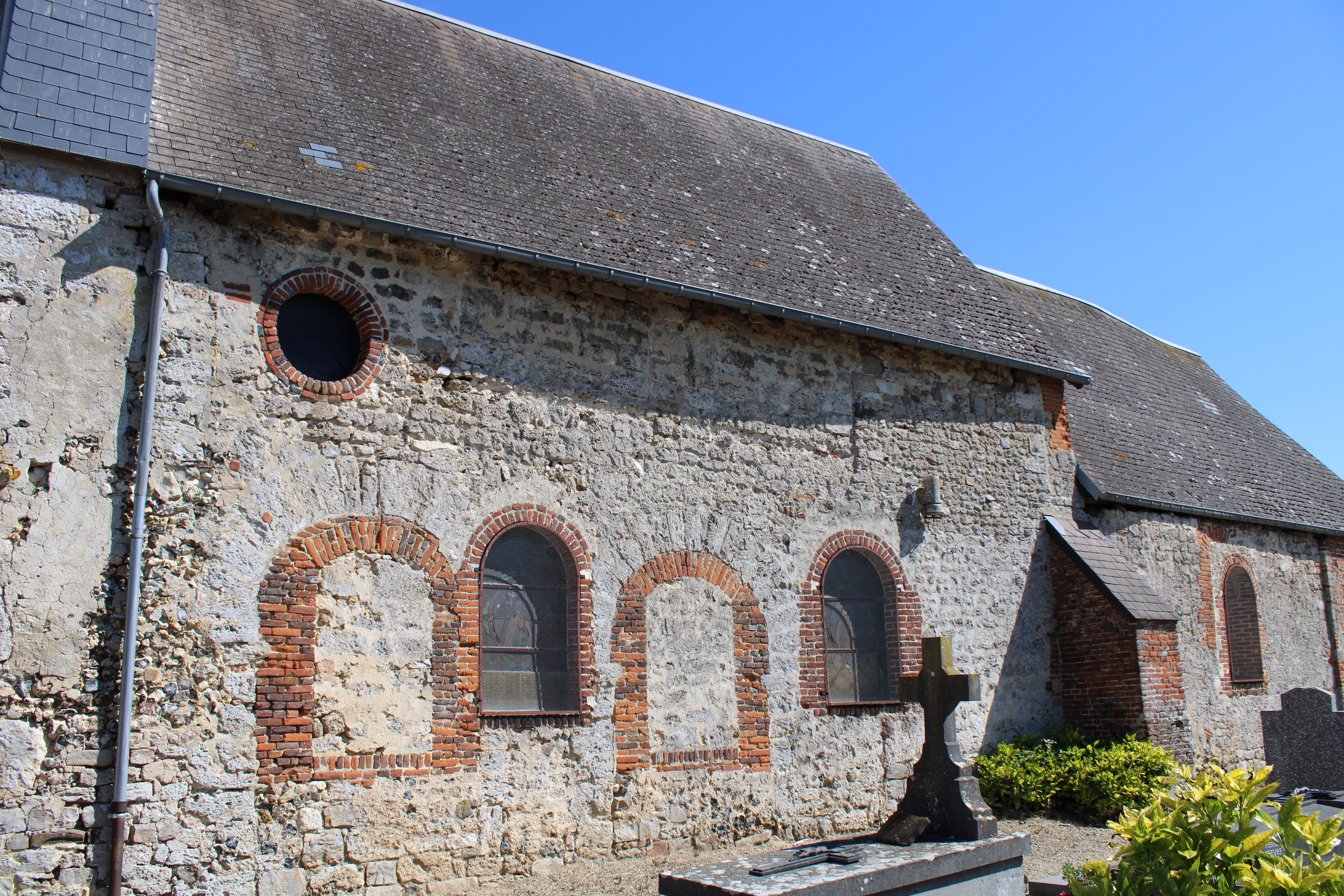
Le mur de la nef porte de nombreuses traces de remaniements.